# Динами
Динами (итал. Dinami) — коммуна в Италии, располагается в регионе Калабрия, подчиняется административному центру Вибо-Валентия.
Население составляет 3542 человека, плотность населения составляет 81 чел./км². Занимает площадь 44 км². Почтовый индекс — 89833. Телефонный код — 0966.
Покровителем коммуны почитается Архангел Михаил. Праздник ежегодно празднуется 29 сентября.